# Ramón Bayeu y Subías

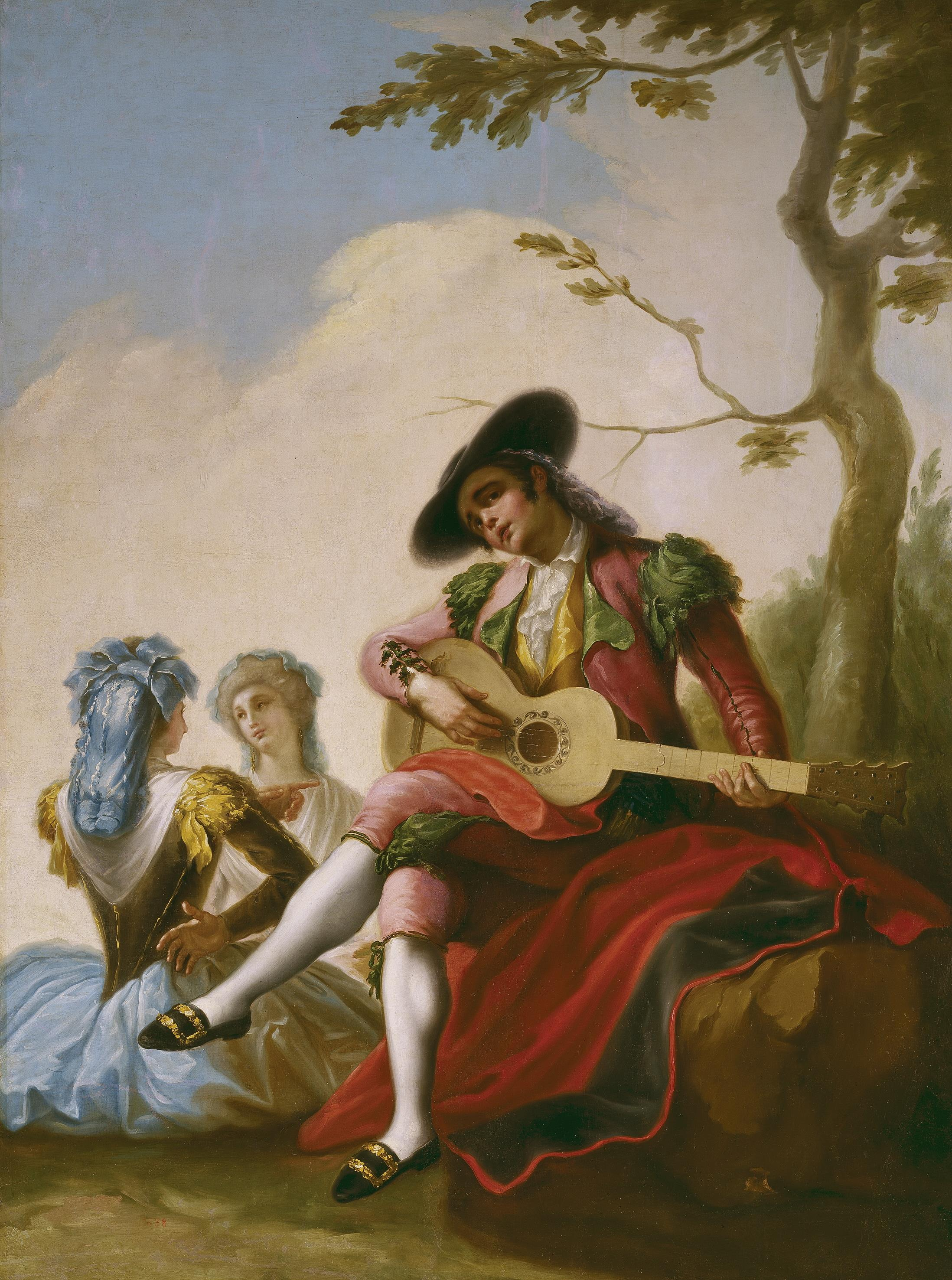
El majo de la guitarra (1786), de Ramón Bayeu.

Ramón Bayeu y Subías (Saragossa; 2 de desembre de 1744 –† Aranjuez; 1 de març de 1793) fou un pintor espanyol.
Germà de Francisco Bayeu, amb qui va treballar, i de Manuel Bayeu, també pintor. Va guanyar en la Reial Acadèmia de Belles Arts de San Fernando el concurs de 1766, derrotant a Francisco de Goya. Des de 1773, va pintar cartrons per a la Reial Fàbrica de Tapissos de santa Bàrbara, 35 en total, dels quals són famosos El choricero, El joc de bitlles, El majo de la guitarra i El noi de la esportilla, entre d'altres.
Va col·laborar amb el seu cunyat, Goya, en els encàrrecs del Real Monestir de San Joaquín i Santa Ana a Valladolid i de l'Església de La nostra Senyora de l'Assumpció de Valdemoro, Madrid. També en alguns frescos de la Basílica del Pilar de Saragossa. Bona part dels seus cartrons, la seva obra més significativa, es troben en el Museu del Prado.